# جون ستيل (موسيقي)
جون ستيل (بالإسبانية: John Steel)‏ هو موسيقي أرجنتيني، ولد في 4 فبراير 1941 في غيتسهيد في المملكة المتحدة.

## وصلات خارجية
- جون ستيل على موقع ميوزك برينز (الإنجليزية)
- جون ستيل على موقع ديسكوغز (الإنجليزية)